# Lissochlora rhodonota
Lissochlora rhodonota là một loài bướm đêm trong họ Geometridae.